# Motorboote der Österreichischen Bundesbahnen auf dem Bodensee
Die Österreichischen Bundesbahnen (ÖBB) betrieben von 1946 bis  2005 auf dem Bodensee Personenschifffahrt. Sie hatten insgesamt vier Motorboote mit Heimathafen Bregenz in ihrer Flotte.

## Silvretta
Am 15. Juni 1950 nahmen die ÖBB als erste Schifffahrtsverwaltung am Bodensee nach dem Zweiten Weltkrieg mit der Silvretta ein neues Schiff in Betrieb. Das Boot war nach der Gebirgsgruppe Silvretta in den Bundesländern Tirol und Vorarlberg und dem Kanton Graubünden benannt.
Das bereits 1923 auf dem Wolfgangsee in Dienst gestellte und zuvor auf der Ostsee eingesetzte Boot wurde für Rund- und Ausflugsfahrten eingesetzt. Wegen des unzuverlässigen Motors konnte die Silvretta nicht befriedigen. 1950/51 wurde ein neuer Motor eingebaut, der bereits 1951/52 überholt wurde. Angesichts der Indienststellung der Motorboote Feldkirch und Dornbirn beschlossen die ÖBB, die Silvretta im Sommer 1955 auszumustern. Sie kam 1956 zurück an den Wolfgangsee.
| Daten:                          | Daten:             | Daten:                                 |
| ------------------------------- | ------------------ | -------------------------------------- |
| Baujahr: ?                      | Länge: 10,10 m     | Geschwindigkeit: 15,0 km/h (32,0 km/h) |
| Werft: Hansawerft, Berlin       | Breite: 2,30 m     | Maschinenleistung: 45 PS               |
| Indienststellung: 15. Juni 1950 | Tiefgang: 0,55 m   | Kapazität: 18 Personen                 |
| Heimathafen: Bregenz            | Verdrängung: 4,0 t | Verbleib: Wolfgangsee                  |

## Montafon
Zur Entlastung  der Silvretta erwarben die ÖBB drei Jahre nach der Silvretta die Hochseejacht Elfe und stellten sie am 11. Juni 1953 mit dem Namen Montafon, benannt nach der Talschaft in Vorarlberg, in Dienst. Das Boot wurde wegen seines Aussehens und seiner Seetüchtigkeit kritisiert und 1954 komplett umgebaut, um es den Bedürfnissen des Bodensees anzupassen. Die ÖBB setzten die Montafon zunächst auch im Kursverkehr nach Lindau ein. Nach der Indienststellung der Feldkirch und der Dornbirn im Jahr 1955 diente sie fast ausschließlich für Sonderfahrten, die vor allem in den Alten Rhein führten.
Weil sich die Erneuerung der beiden Motoren nicht mehr lohnte, erwarben die ÖBB 1975 die Kriemhild von der Donau und stellten es als Montafon in Dienst. Die alte Montafon wurde 1976 ausgemustert und, weil sich kein Käufer fand, im Juni 1978 in Bregenz verschrottet.
| Daten:                          | Daten:                       | Daten:                                 |
| ------------------------------- | ---------------------------- | -------------------------------------- |
| Baujahr: ?                      | Länge: 19,86 m (22,00 m)     | Geschwindigkeit: 15,0 km/h (32,0 km/h) |
| Werft: Jadewerft, Wilhelmshaven | Breite: 4,10 m (4,20 m)      | Maschinenleistung: 2 × 52 PS           |
| Indienststellung: 11. Juni 1953 | Tiefgang: 0,95 m (1,13 m)    | Kapazität: 80 Personen                 |
| Heimathafen: Bregenz            | Verdrängung: 20,8 t (30,2 t) | Verbleib: 1978 abgebrochen             |

## Feldkirch
Zwei Jahre nach der Inbetriebnahme der Montafon bestellten die ÖBB wegen zunehmender Beliebtheit der Rundfahrten bei der Bodan-Werft in Kressbronn zwei neue Motorboote. Das erste der beiden Schwesterschiffe erhielt den Namen Feldkirch, den bis 1932 der Salondampfer Kaiserin Maria Theresia getragen hatte. Die Feldkirch verkehrte auf Sonderfahrten, die bis in den Alten Rhein und in den Untersee führten. Auf einer dieser Fahrten lief die Feldkirch 1960 im Konstanzer Seerhein auf Grund. Bei den Bregenzer Festspielen 1964 wurde die Feldkirch in der Operette Land des Lächelns verwendet. Im gleichen Jahr wurde sie einen Monat lang von der Schweizerischen Schifffahrtsgesellschaft Untersee und Rhein eingesetzt.
Nach der Indienststellung der Alpenstadt Bludenz im Jahr 2006 gingen die Einsätze der Feldkirch deutlich zurück. Nach der Saison 2008 wurde sie stillgelegt, nachdem sie in der abgelaufenen Saison kaum noch zum Einsatz kam. Am 17. November 2008 schleppte die Montafon sie nach Fußach, wo sie an Land gesetzt wurde. Nachdem sich kein Käufer für das Boot finden ließ, wurde es im Sommer 2013 in Fußach abgebrochen.
| Daten:                         | Daten:              | Daten:                        |
| ------------------------------ | ------------------- | ----------------------------- |
| Baujahr: 1955                  | Länge: 24,00 m      | Geschwindigkeit: 24,5 km/h    |
| Werft: Bodan-Werft, Kressbronn | Breite: 4,00 m      | Maschinenleistung: 2 × 150 PS |
| Indienststellung: 1. Juli 1955 | Tiefgang: 1,35 m    | Kapazität: 100 Personen       |
| Heimathafen: Bregenz           | Verdrängung: 53,0 t | Verbleib: 2013 abgebrochen    |

## Dornbirn
Das zweite der 1955 von den ÖBB bei der Bodan-Werft in Auftrag gegebenen Motorboote erhielt den Namen Dornbirn, den bis 1937 der Salondampfer Kaiser Franz Josef I. getragen hatte. Im gleichen Jahr versetzten die ÖBB die Silvretta an den Wolfgangsee und musterten die Bludenz aus.
Die Dornbirn fuhr neben Rund- und Sonderfahrten häufig Kurse nach Lindau, die bei geringer Frequenz bis Friedrichshafen führten. Ab 1961 übernahm sie mit der Erweiterung des Rundfahrtenangebots die Fahrten nach Rheineck am Alten Rhein und Wasserburg–Rorschach. 1989 beschlossen die ÖBB den Bau der Stadt Bregenz und versetzten die Dornbirn an den Wolfgangsee.